# 蒭藁三
鯨魚座67，又名BD-07 393，HD 14129、SAO 129798、HR 666，是鯨魚座的一颗恒星，视星等为5.51，位于銀經171.27，銀緯-60.99，其B1900.0坐标为赤經2h 11m 59.7s，赤緯-6° -60.99′ 58″。